# Мейер, Анджей
Анджей Мейер (пол. Andrzej Meyer; 6 августа 1955 года, Белосток, ПНР — 23 января 2016 года, Белосток, Польша) — польский экономист, предприниматель и политик. В 2014—2015 годах подляский воевода.

## Биография
Экономическое образование получил в Белостокском университете. Занимался частным предпринимательством в области торговли недвижимостью. Также был налоговым консультантом и входил в состав правления Государственного комитета налоговых консультантов.
В 1990 году вступил в партию Либерально-Демократический конгресс. В том же году стал членом городского совета Белостока. С 1994 года член партии Уния Свободы, а с 2005 партии Гражданская платформа, в которой был региональным секретарём. В 2011 году занял пост вице-президента города Белостока.
22 декабря 2014 года назначен подляским воеводой. 6 октября 2015 года подал в отставку с этого поста в связи с выдвинутым против него обвинением в ненадлежащем выполнении обязанностей в период работы вице-президентом Белостока. На следующий день отставка была принята. Осуждён не был.
Был женат. Имел двоих детей. Умер от рака 23 января 2016 года. 27 января был похоронен на Приходском кладбище Белостока.